# 후오르
후오르(huor)는 J. R. R. 톨킨의 세계관에 등장하는 인물이다. 그는 실마릴리온에서 제1시대의 인간 영웅으로 소개된다. 후오르는 세번째 에다인 가문 출신 하도르의 손자였고, 히슬룸에 있는 도르로민의 하도르 영지에서 살았다. 후오르의 부친은 장신의 갈도르이고, 모친은 할라딘 가문의 하레스이며, 형의 이름은 후린이다. 후린과 후오르는 모두 용모가 아름답고 금발의 머리칼을 지녔으나, 후린은 그의 친족들에 비하면 작은 편이었고, 후오르는 "아들인 후오르를 제외하면 에다인 중에서 가장 컸고, 달음질 속도도 빨랐다.. 후린과 후오르 형제 간에는 큰 우정이 있었고, 젊은 시절에 그 둘은 좀처럼 떨어지는 일이 없었다." (나른 이 힌 후린) 고 한다.
태양의 1시대 제 458년에 후오르와 후린은 삼촌인 할디르와 함께 브레실 숲에서 살았고, 오르크들과 싸우기 위해 독자적으로 전투에 참여하였다. 형제는 시리온 골짜기로 몰렸고, 무리들과 떨어져 오르크들에게 쫓기는 신세가 되었다. 물의 발라 울모가 강에서부터 안개를 일으켰고, 형제는 딤바르로 피신하였다. 그곳에서 두 마리의 독수리들이 형제를 붙잡았고, 그들을 곤돌린으로 데려갔다. 곤돌린의 왕 투르곤은, 하도르 가문이 곤돌린을 도움이 필요한 시기에 나타나 도울 것이라는 울모의 예언을 떠올리고는 후린과 후오르를 환대하였다. 투르곤은 형제를 좋아하게 되어 곤돌린에 있도록 허락했지만 그들은 동족들에게로 돌아가기를 희망하였다. 후린과 후오르는 곤돌린의 위치를 비밀에 부치기로 맹세하였고, 독수리들이 그들을 도르로민으로 데려다 주었다. 
태양의 시대 462년에 모르고스가 히슬룸을 쳤고, 후오르의 부친인 갈도르가 바라드 에이셀을 방어하다가 쓰러졌다. 갈도르의 큰 아들인 후린은 고작 21살 밖에 되지 않았으나, 이제 도르로민의 영주가 되어 있었다. 후린의 아내는 베오르 가문의 모르웬이었고, 472년이 되자 후오르도 모르웬의 사촌인 리안과 결혼하였다. 후오르는 아들이 태어나기 전에 아들의 이름을 투오르라 지었으나 그는 아들이 태어나는 것을 보지 못하였다.
리안과 후오르가 혼인한지 2년이 지나자 후오르는 형인 후린과 함께 전쟁터로 나갔다. 니르나이스 아르노이디아드, 곧 한 없는 눈물의 전투에서 후오르는 후린과 하도르인들과 함께 핑곤을 위해 싸웠다. 전투가 한창일 때 후오르는 투르곤과 다시 만났고, "당신과 나 사이에서 새로운 별이 뜰 것이오"라고 예언하였는데, 이는 투르곤의 딸 이드릴과 후오르의 아들 투오르 사이에서 뱃사람 에아렌딜이 탄생할 것을 의미하는 것이었다. 전투에서 패배하자 하도르 무리는 투르곤의 후퇴를 돕고자 끝까지 오르크들과 싸웠고, "인간의 조상들이 엘다르를 대표하여 행한 모든 일들 중에서 도르로민의 인간들의 최후 결전이 가장 유명하였다"고 한다. 후오르는 마침내 독 묻은 화살에 눈이 박혀 죽음을 맞이하였다. 리안은 그 해가 가기 전에 아이를 낳았고, 정처없이 떠돌다가 하우드엔은뎅긴, 곧 사자(死者)의 언덕에서 최후를 맞았는데, 그곳은 오르크들이 후오르의 시체를 가져다 놓은 곳이었다.